# التدخلات التمريضية لمرضى التصلب اللويحي
التدخلات التمريضية لمرضى التصلب اللويحي مرض يصيب الجهاز العصبي المركزي ويؤثر على الدماغ والحبل الشوكي، ويسبب تلفا في الغشاء الغشاء المحيط بالخلايا العصبية والذي يدعي المايلين، مما يؤدي تصلب في الخلايا وبالتالي بطء أو توقف سير السيالات العصبية المتنقلة بين الدماغ وأعضاء الجسم.
أعراض التصلب اللويحي تظهر بشكل مفاجئ للمريض ومن حوله، وتختلف الاعراض في حدتها حسب درجة الإصابة ومكانه.
تعتبر الممرضات أعضاء مهمين للغاية في فريق الرعاية، ويتفاعلون معك بشكل منتظم أثناء الزيارات إلى مكتب طبيبك أو عيادتك، ويقدمون أجابات لأسئلة العلاج، ويقدمون الدعم والتحفيز الذي تحتاجه لمواجهة تحديات العيش مع مرض التصلب العصبي المتعدد. تلعب الممرضات دورا ً مهما بشكل خاص في رعاية أعادة التأهيل لأنها مفيدة في مساعدتك على تعلم كيفية التعامل مع مجموعة مع الأعراض وقضايا الرعاية الشخصية من ضعف المثانة والأمعاء إلى العناية بالبشرة والصحة العامة، مثل النظام الغذائي وممارسة الرياضة والرعاية الوقائية. تقدم الممرضات الخدمات في العيادة أو في المستشفى أو في مرافق أعادة التأهيل أو كممرضات زائرات في منزلك، غالبا ما تكون الممرضات معلمات للحصول لى معلومات حول مرضك بالأضافة إلى العادات الصحية العامة.
دور التمريض في إعادة التأهيل:
-وظائف المثانة.
يمكن للرعاية التمريضية أن تلعب دوراً مهماً في مساعدتك على التعرف على مشاكل المثانة الشائعة في مرض التصلب العصبي المتعدد ومجموعة متنوعة من خيارات العلاج المتاحة للتحكم في هذه المشكلات والتعويض عنها. تشير التقديرات إلى أن ما يقرب من 80% إلى 90% من المصابين بالتصلب المتعدد يعانون من مشاكل في المثانة، تتراوح من معتدلة إلى حادة، في مرحلة ما خلال حياتهم. تشمل مشكلات المثانة الناتجة عن ازالة المايلين أو الثانوة بسبب حالات صحية أخرى تشمل مشاكل التخرين بالمثانة مثل الإلحاح،التكرار، التردد، سلس البول، صعوبة أفراغ المثانة، والتهاب المسالك البولية.
من خلال العمل مع طبيبك الاساسي أو طبيب المسالك البولية، يمكن للممرضة أرشادك على أنشطة الرعاية الذاتية المفيدة وتعديلات نمط الحياة التي قد تكون مفيدة في أدارة مشاكل المثانة.هناك أيضا مجموعة متنوعة من الأدوية والأجهزة المتاحة للتحكم في أعراض المثانة، ستكون ممرضتك مصدراً أساسيا للمعلومات والتعليم والدعم في جعل التدخل ناجحا.
-وظائف الامعاء.
كما هو الحال مع مشاكل المثانة، يمكن للممرضات أن تلعب دوراً قيما في مساعدتك على أدارة مشاكل الأمعاء. في مرض التصلب العصبي المتعدد يمكن أن يؤدي تلف الأعصاب وضعف العضلات (في منطقة البطن) وفقدان الحركة إلى تحرك الطعام ببطئ أكثر خلال الجهاز الهضمي، مع بقاء البراز الذي يبقى طويلاً جداً في الأمعاء صعباً ومجزأً ويصعب تمريره.
بالأضافة إلى ذلك، يمكن أن ثؤثر بعض الأدوية المستخدمة من قبل مرضى التصلب المتعدد على وظيفة الأمعاء. ستعمل الممرضة معك على التخفيف من حدة مشاكل الأمعاء وأدارتها. بما في ذلك تعليمات حول أدوار النظام الغذائي (نسبة عالية من الالياف ومع تناول كمية كافية من السوائل) وممارسة التمارين الرياضية بانتظام لتعزيز صحة الامعاء، وأقتراحات حول وضع جدول منتظم لحركة الامعاء.
-العناية بالجلد.
تعتبر العناية المناسبة بالبشرة مهمة جداً بالنسبة للشخص المصاب بمرض التصلب العصبي المتعدد، خاصة في الحالات التي يتقدم فيها المرض إلى درجة فقدان الشخص القدرة على الحركة أو يقتصر على كرسي متحرك أو سرير. بالإضافة إلى ذلك، يمكن أن تؤدي زيادة قوة العضلات التي تحدث مع التشنج إلى جعل الشخص أكثر عرضة لتلف الجلد، يمكن للممرضة لعب دور حاسم في تدريس مبادئ العناية بالبشرة وطرق الوقاية من تقرحات الضغط من رعاية القروح والمنع من تتطورها.
سيركز التعليم على أستخدام الوسائد لتوزيع الوزن بشكل صحيح إذا كنت محصوراً في كرسي متحرك أو الجلوس لفترات طويلة من الزمن وتقنيات لتغيير الوزن (بنفسك أو باستخدام مساعدة شخص أخر) للتخفيف من الضغط المستمر على المواقع الحساسة على جسمك، أستخدام فراش خاص لمنع تفكك البشرة والتغذية السليمة للمساعدة على تعزيز الجلد.
-تعزيز الصحة العامة.
نظراً لأنك مصاباً بمرض التصلب العصبي المتعدد وتتعرض لمخاطر متزايدة لعدد من المشكلات الصحية، فمن المهم بشكل خاص التأكد من أنك تبذل قصارى جهدك لرعاية صحتك العامة. وهذا يشمل الحصول على ما يكفي من التمارين الرياضية، وتناول الاطعمة المناسبة، وأجراء فحوصات منتظمة لفحص المشاكل الصحية المزمنة مثل ارتفاع ضغط الدم والسكري وارتفاع نسبة الكوليسترول.
وحالات أخرى مثل أنواع مختلفة من السرطان. يمكن للممرضة تثقيفك حول التغذية الاساسية وممارسة الرياضة والتأكد من أنك تحافظ على صحتك العامة والحصول على الفحوصات العادية التي تحتاجها.